# Železniční trať Nymburk–Jičín
Železniční trať Nymburk–Jičín je jednokolejná neelektrizovaná regionální dráha (kromě větve z Nymburka hl. n.). Vede z Nymburka přes Veleliby, Oskořínek, Křinec, Rožďalovice, Kopidlno a Bartoušov do Jičína. Provoz na trati byl zahájen v roce 1881. Provozovatelem je od 1. července 2008 Správa železnic; v té době byla celá trať ještě částí celostátní dráhy, dosud jí je úsek Nymburk hl. n. – Veleliby. V jízdním řádu pro cestující je uváděna v tabulce 061.

## Historie
List povolení Františka Josefa I. ze dne 9. května 1881 daný ku stavbě a užívání železnice lokomotivní jakožto železnice místní s pravidelnou kolejí a provozovatí jízdu po nich, totiž (kromě jiných drah) z Nimburga do Jičína. Koncesionáři zavazují se stavbu hned započíti a nejdéle do 1. září 1882 stavbu dokonati, obecnou jízdu po ní zavésti.
Dráhu vlastnila společnost České obchodní dráhy od listopadu 1881 až do svého zestátnění 1. 1. 1908.

## Provoz na trati
| období jízdního řádu                                                                                         | číslo tratě a provozovaný úsek                    | počet vlaků                                                               |
| --- | ------------------------------------------------- | ------------------------------------------------------------------------- |
| 1900 | 14 Nymburk – Jičín                                | 4 Sm Nymburk – Kopidlno, 3 Sm Kopidlno – Jičín                            |
| 1921 léto | 2 Praha – Poříčany – Nymburk místní nádr. – Jičín | 2 Os + 3 Sm Nymburk místní nádr. – Kopidlno, 2 Os + 2 Sm Kopidlno – Jičín |
| 1928/29 zima                                                                                                 | 134 Praha – Poříčany – Jičín                      | 3 Os + 3 N Nymburk místní nádr. – Kopidlno, 3 Os + 2 Sm Kopidlno – Jičín  |
| 1937/38 zima                                                                                                 | 160 Praha – Poříčany – Jičín                      | 6 Os Nymburk místní nádr. – Kopidlno, 5 Os Kopidlno – Jičín               |
| 1944/45 | 505c (Praha -) Poříčany – Jičín                   | 5 Os Nymburk místní nádr. – Kopidlno, 7 Os Kopidlno – Jičín               |
| 1945/46 | 4p (Praha -) Poříčany – Jičín                     | 8 Os                                                                      |
| 1959/60 | 6 (Praha -) Poříčany – Nymburk – Jičín            | 10 Os                                                                     |
| 1988/89 | 061 Nymburk město – Jičín                         | 1 R + 12 Os                                                               |
| 2002/03 | 061 Nymburk – Jičín                               | 15 Os Nymburk – Křinec, 13 Os Křinec – Nymburk                            |
| 2012/13 | 060 Poříčany – Nymburk                            | 16 Os Nymburk – Křinec, 13 Os Křinec – Nymburk                            |
| Vysvětlivky R – rychlík, Sm – smíšený vlak, N – nákladní vlak s přepravou osob, Os – spěšný nebo osobní vlak |                                                   |                                                                           |

## Navazující tratě

### Nymburk město
- Železniční trať Poříčany–Nymburk

### Veleliby
- Železniční trať Nymburk – Mladá Boleslav

### Odbočka Obora
- Železniční trať Chlumec nad Cidlinou – Křinec

### Odbočka Kamensko
- Železniční trať Bakov nad Jizerou – Kopidlno

### Jičín
- Železniční trať Hradec Králové – Turnov

## Fotogalerie

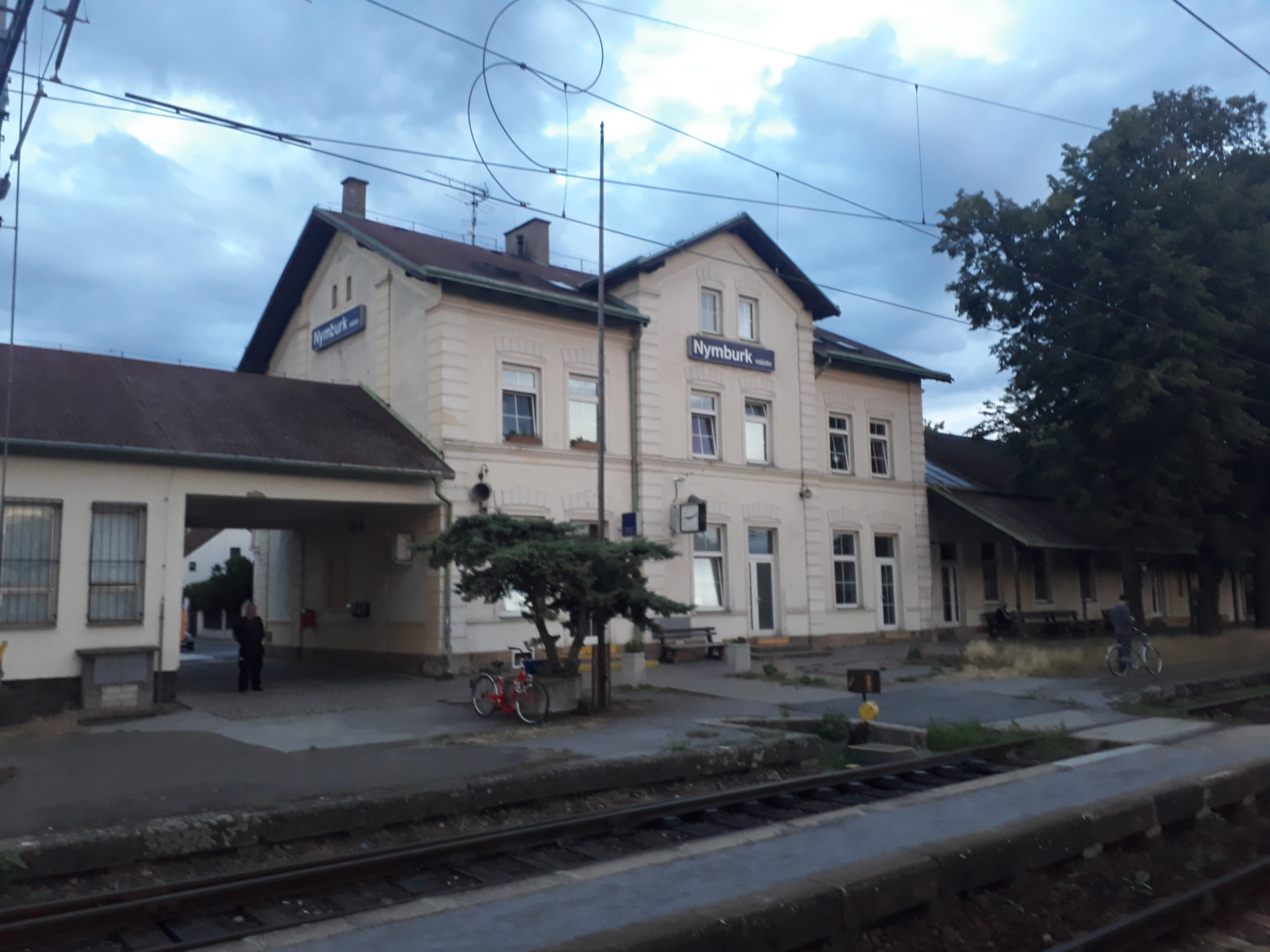
Stanice Nymburk město
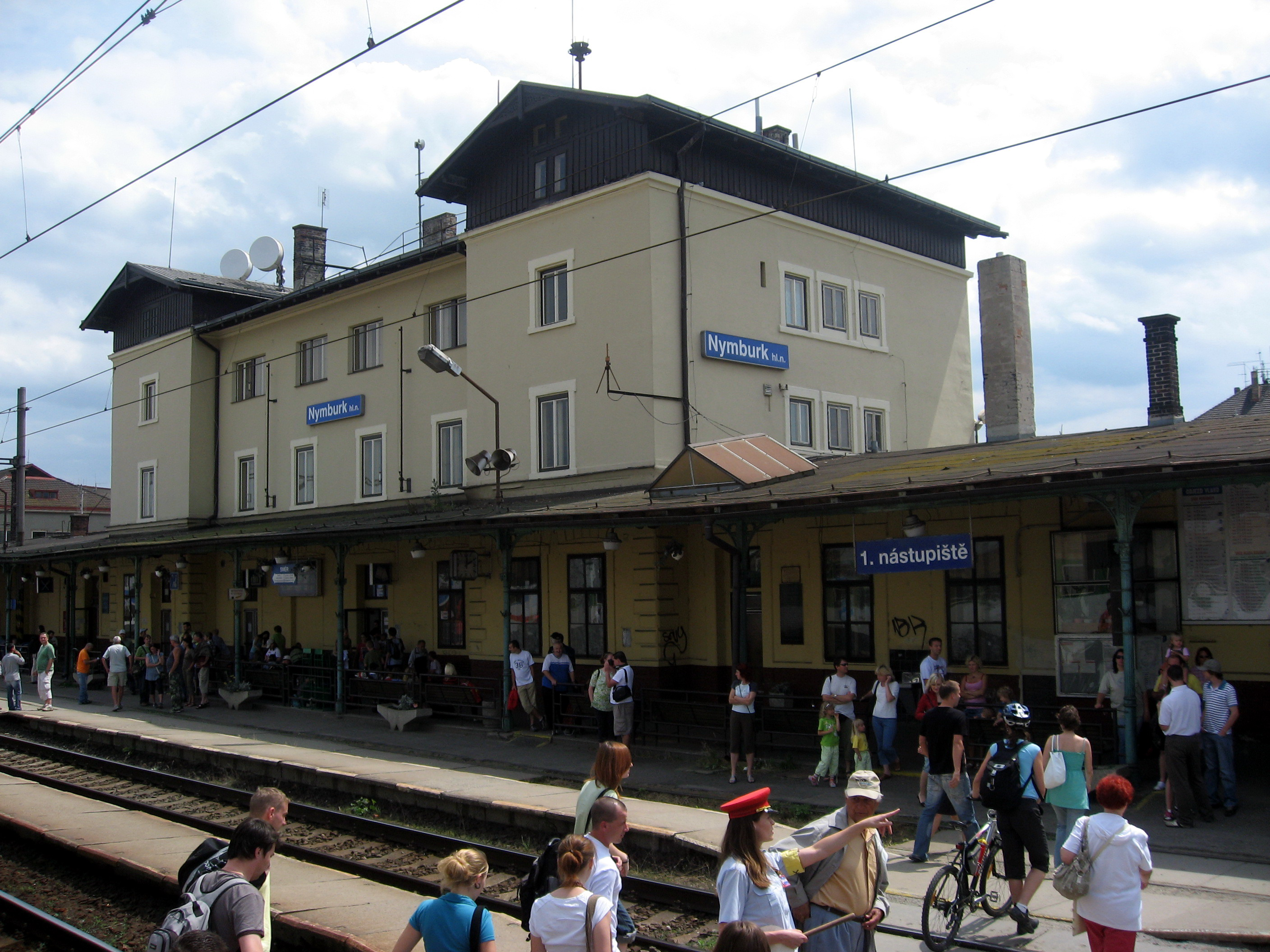
Stanice Nymburk hlavní nádraží
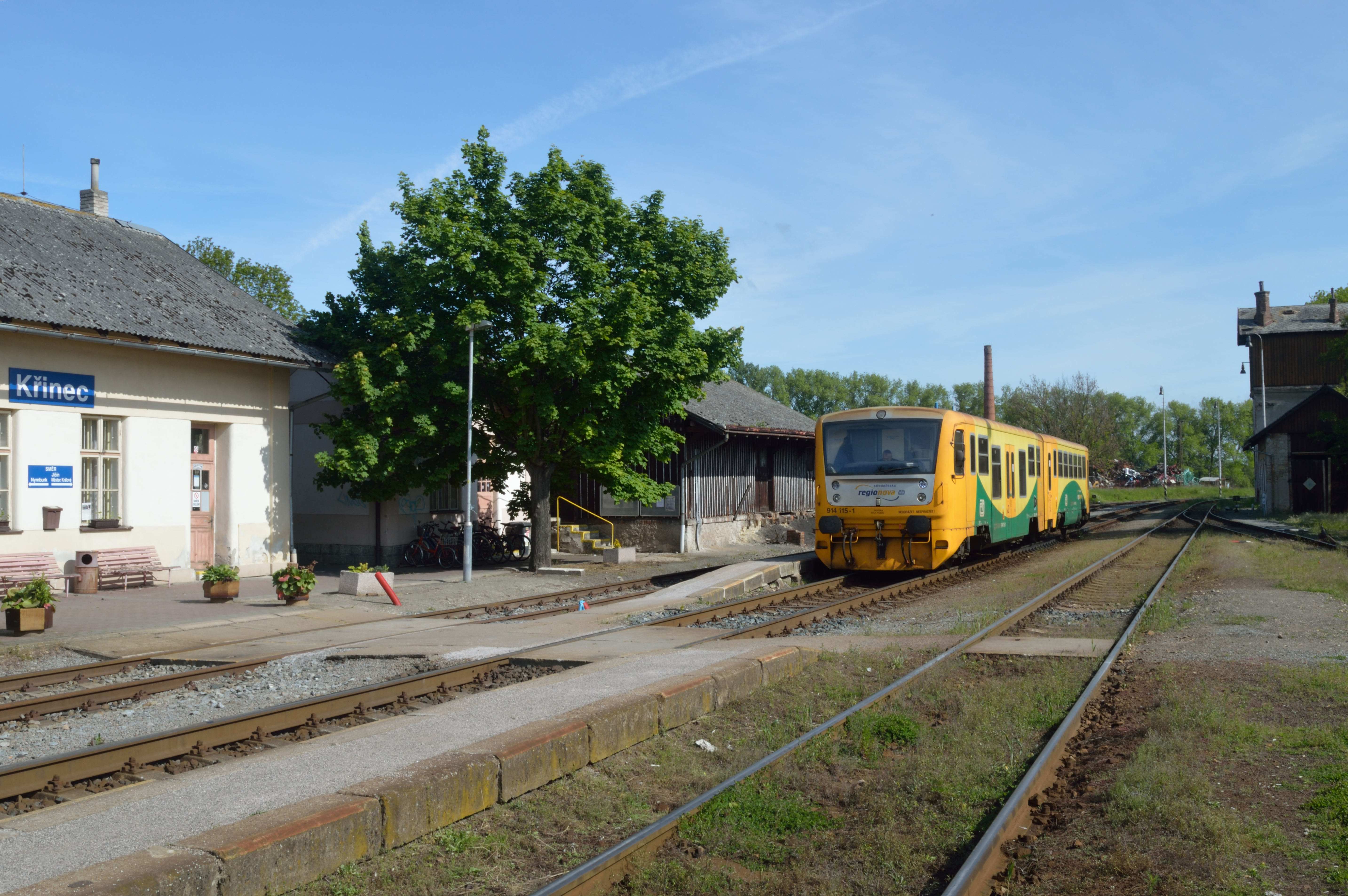
Stanice Křinec
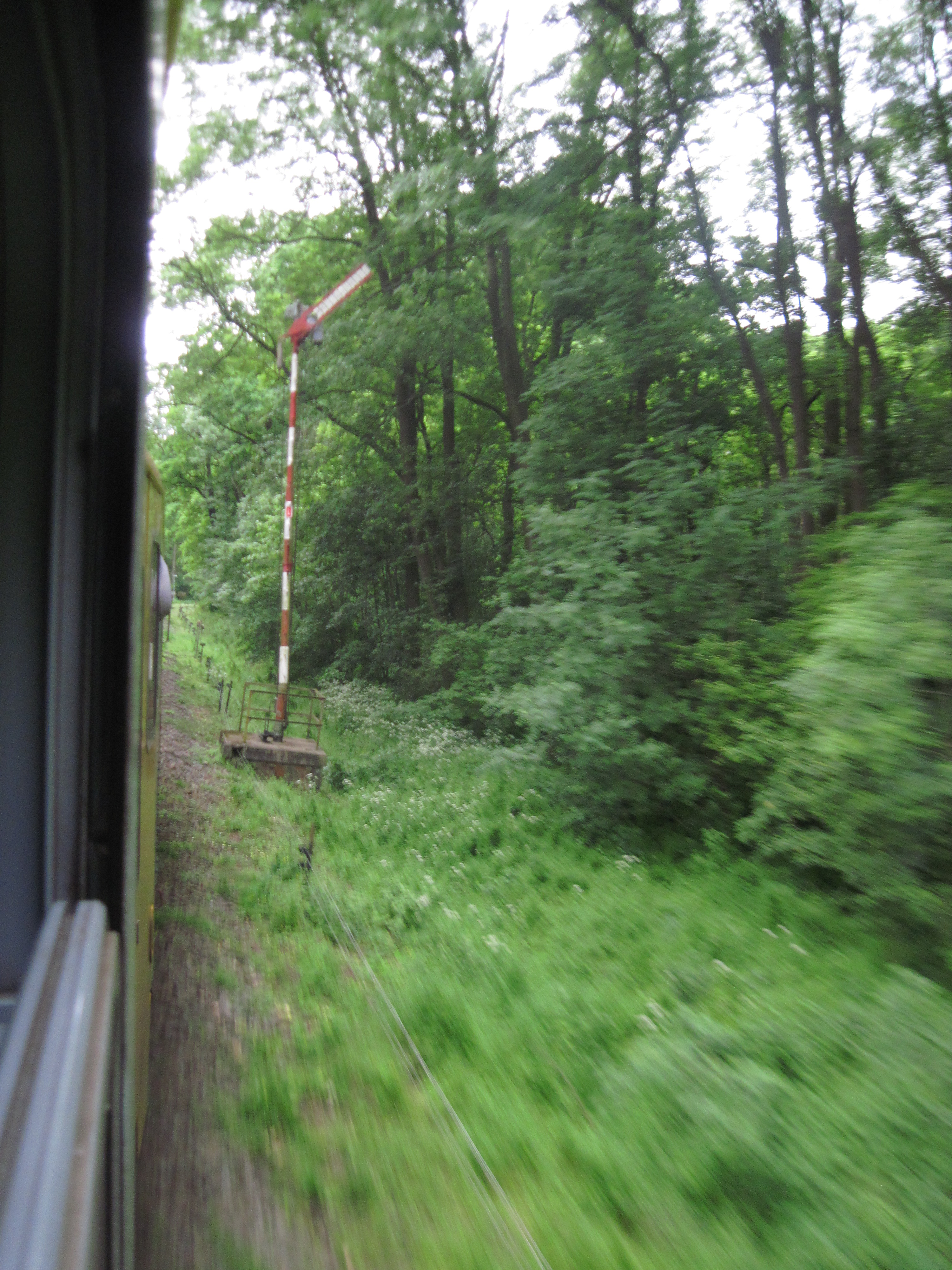
Odbočka Obora
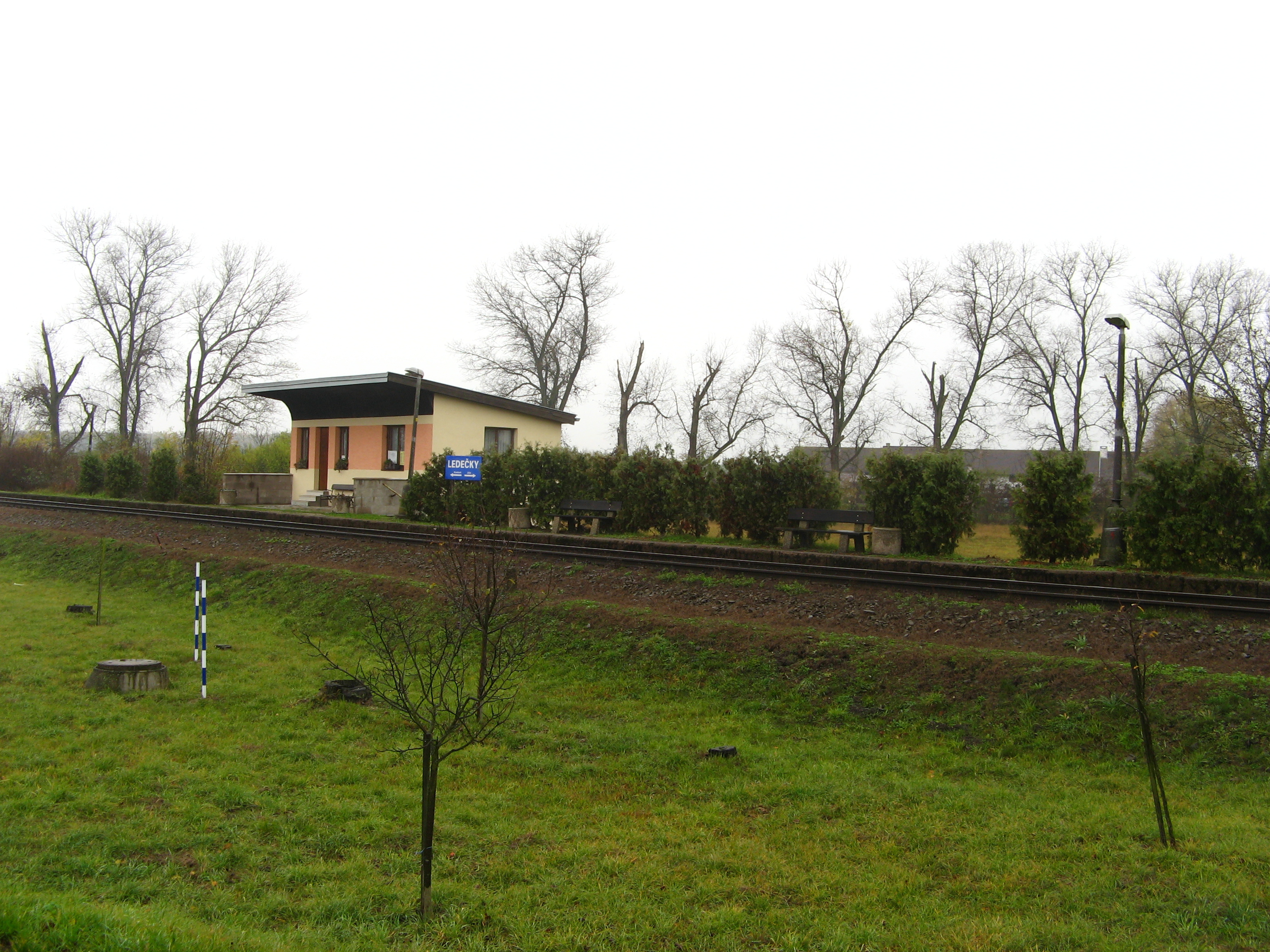
Zastávka Ledečky
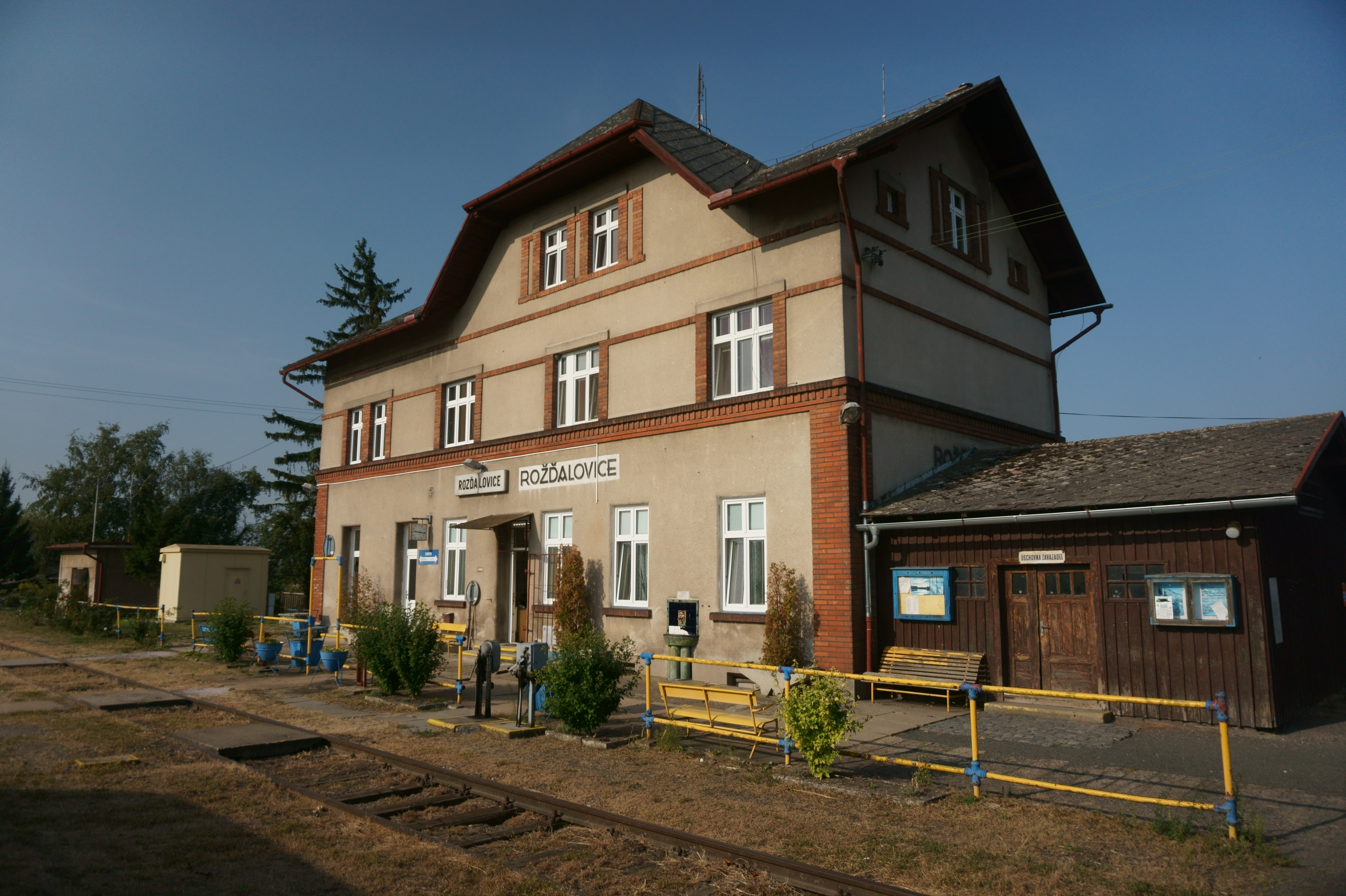
Stanice Rožďalovice
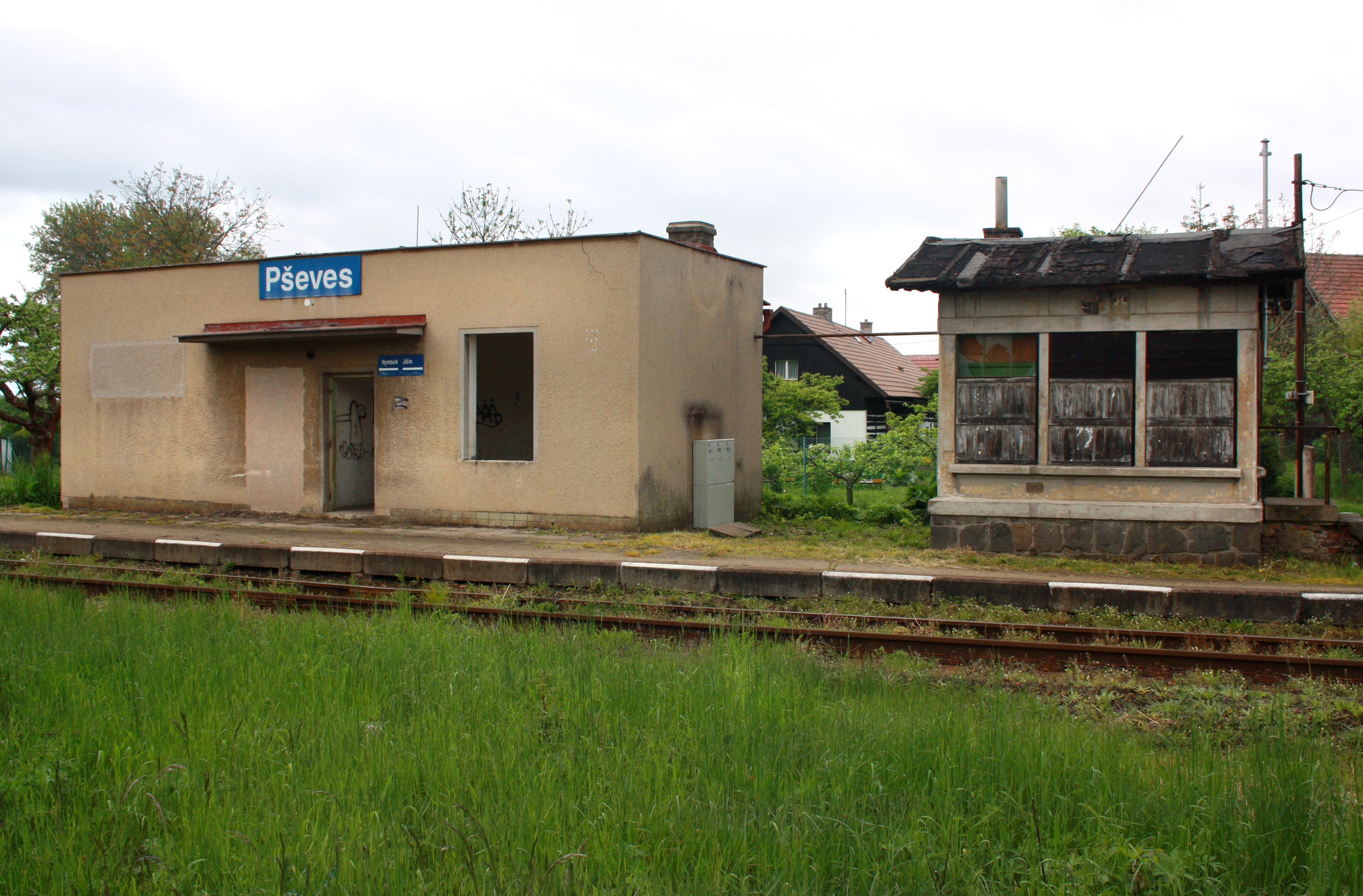
Zastávka Pševes
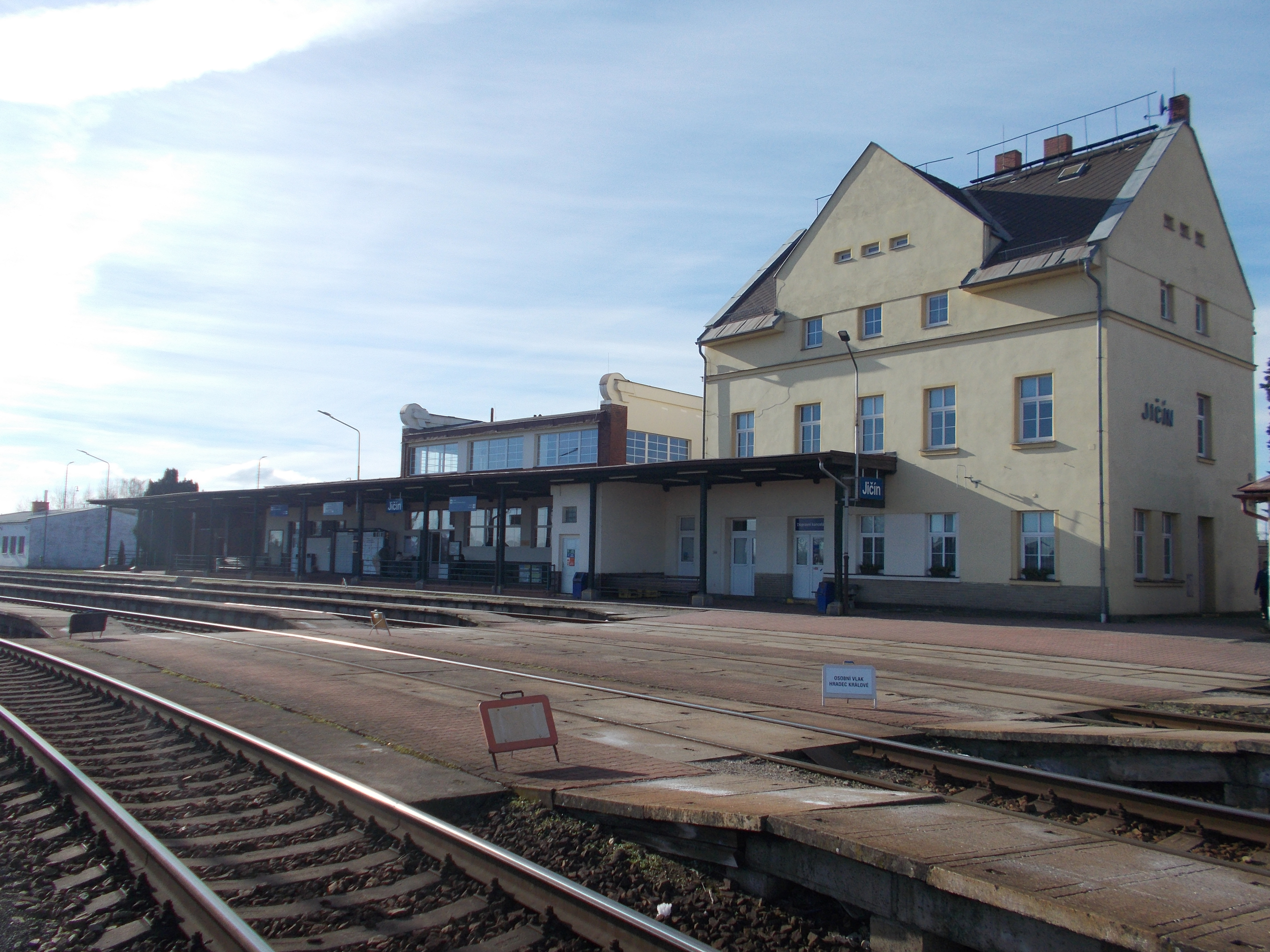
Stanice Jičín